# Tärnaby
Tärnaby é uma localidade sueca da região da Norlândia, da província da Lapónia, condado da Bótnia Ocidental e comuna de Storuman. Possui 1,59 quilômetro quadrado e segundo censo de 2018, havia 490 residentes. É conhecida por sua estância de esqui alpino. A rota turística Blue Highway, ligando a Noruega à Rússia pela Suécia e Finlândia, passa por Tärnaby.

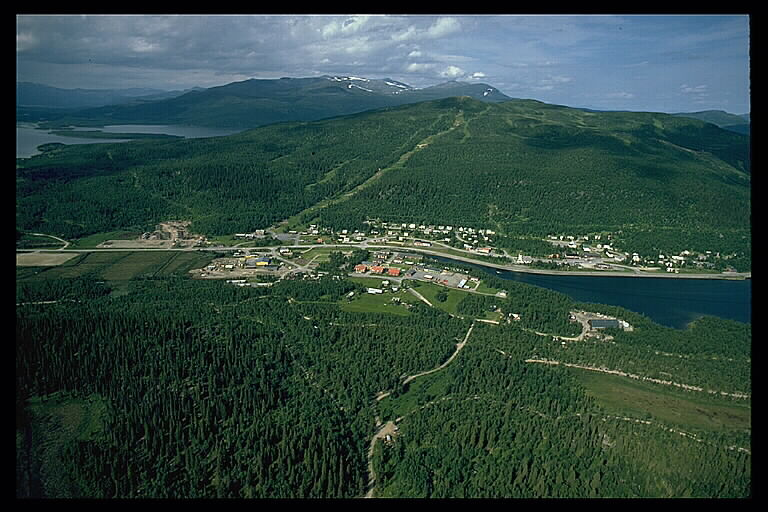
Vista aérea de Tärnaby
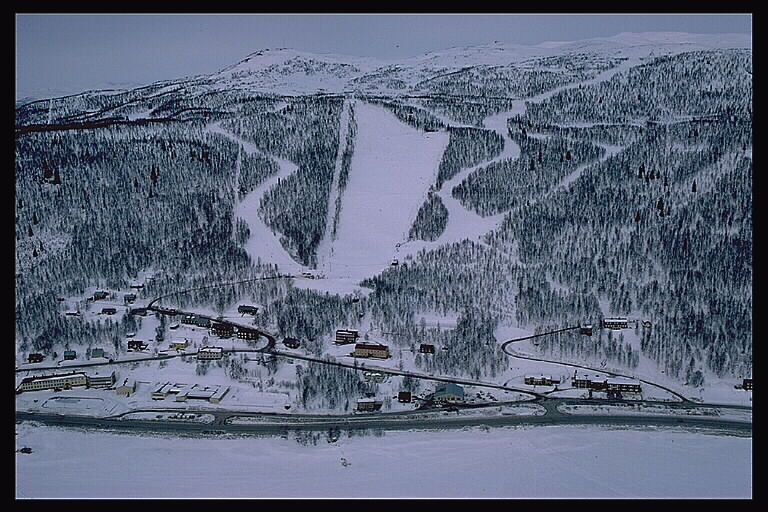
Pista de esqui de Tärnaby
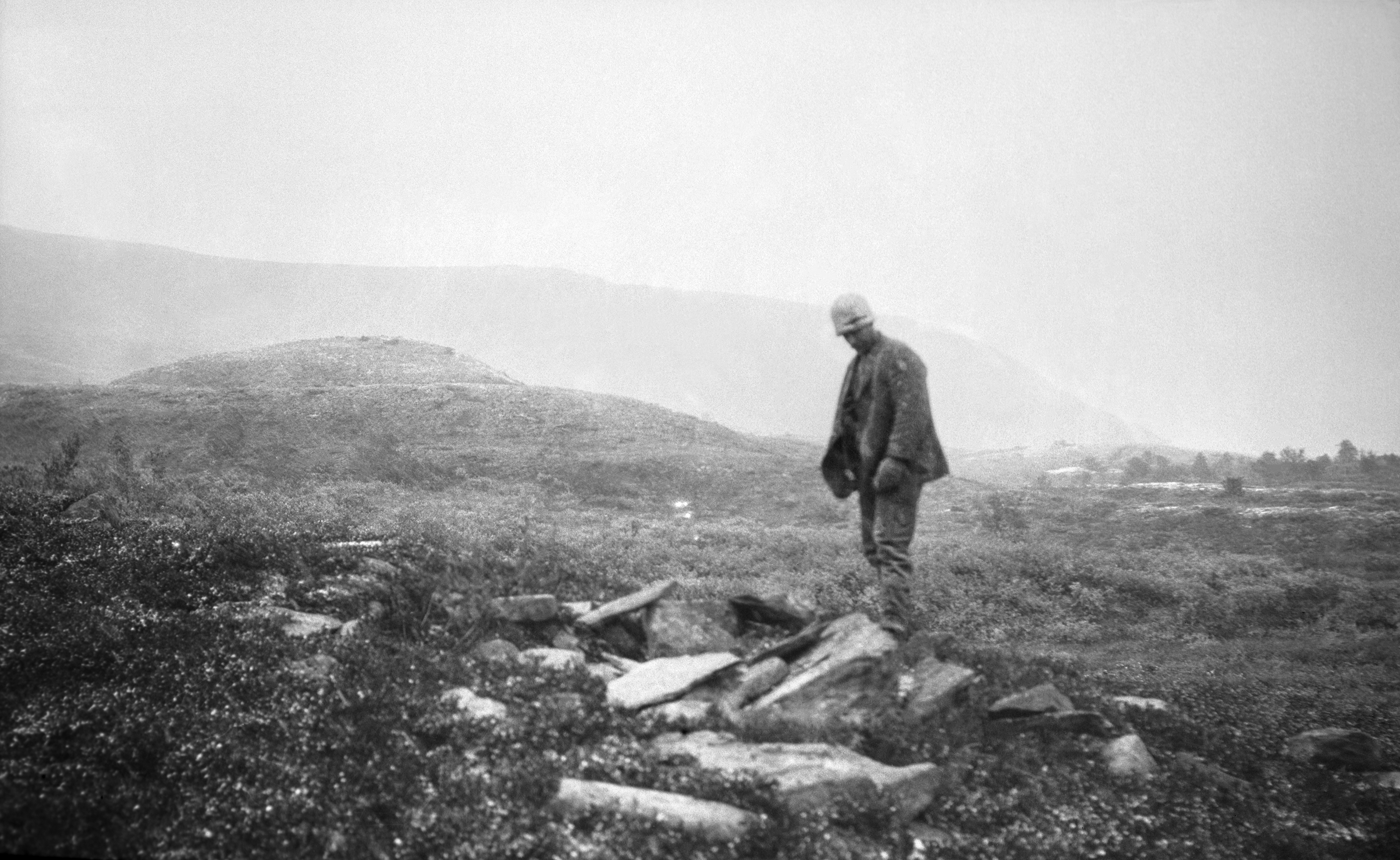
Sepultura pré-histórica lapã perto do lago Ropen